# 高岡町五町
高岡町五町（たかおかちょうごちょう）は、宮崎県宮崎市の地名。高岡地域自治区に属している。郵便番号は880-2222（一部は880-2322）。

## 地理
宮崎市の中西部、旧高岡町の東部に位置する。大淀川の南北に地域が分かれており、北部地域はおおむね東部と南部に分かれる。居住地は北部地域のうち集落の集中している東部に多い。一方、南部は大淀川中流域の急峻な峡谷地帯となっている。
北部地域は高岡町飯田、高岡町内山（北部）、高岡町浦之名、高岡町高浜（南部）と接し、綾町（入野、南俣）と境界を形成する。また、高岡町下倉永の飛び地が存在する。
南部地域は高岡町上倉永、高岡町浦之名、高岡町高浜（南部）高岡町内山（南部）、田野町乙と接し、都城市（山之口町山之口）と境界を形成する。

## 地名の由来
同地には三日町、八日町、仲町、下町、上町、新町の呼び名が残っている。（三日町、八日町の呼び名は現在使われていない。）五町はこの五つの町で呼んだものか、多くの町の意味か、いずれか分からないが商人の住んでいた町を意味するものとされる。

## 歴史
- 昭和30年（1955年）4月1日 - 旧高岡町・穆佐村が合併し、改めて高岡町が発足
- 平成18年（2006年）1月1日 - 高岡町が宮崎市に編入。

## 世帯数と人口
2023年（令和5年）4月1日現在の世帯数と人口は以下の通りである。人口統計上では大淀川の北部として取り扱われている
| 町丁       | 世帯数  | 人口   |
| ---------- | ------- | ------ |
| 高岡町五町 | 620世帯 | 1191人 |

## 小・中学校の学区
市立小・中学校に通う場合、学区は以下の通りとなる。
| 町名       | 小学校             | 中学校             |
| ---------- | ------------------ | ------------------ |
| 高岡町五町 | 宮崎市立高岡小学校 | 宮崎市立高岡中学校 |

## 交通

### バス
宮交グループの運営するバスが営業している。

### 道路
北部地区
- 国道10号
- 宮崎県道24号高鍋高岡線
- 宮崎県道28号日南高岡線
- 宮崎県道358号高岡綾線
- 宮崎県道359号赤谷橋山線

南部地区
- 国道10号